# Рамадан, Нахла
Нахла Рамадан Мохамед (араб. نهلة رمضان‎; род. 4 апреля 1985, Александрия) — египетская тяжелоатлетка, выступавшая в весовых категориях до 75 кг и свыше 75 кг. Участвовала на Летних Олимпийских играх 2004 и 2012 годов. Чемпионка мира.

## Карьера
На летних Олимпийских играх 2004 года, выступая в тяжелом весе до 75 килограммов, не завершила соревнования, так как не смогла зафиксировать успешный подъём в толчке. На летних Олимпийских играх 2012 года выступала в супертяжёлой весовой категории (свыше 75 килограммов) и заняла пятое место.
Однако четыре года спустя пробы, взятые в Лондоне в 2012 году у бронзовой медалистки из Армении Рипсиме Хуршудян, дали положительный результат на запрещенные препараты. Таким образом, Нахла Рамадан, изначально занявшая пятое место, стала четвертой.

## Достижения
В 2003 году на чемпионате мира по тяжелой атлетике среди юниоров в Будапеште стала лучшим спортсменом в весовой категории до 75 килограммов, завоевав две малые золотые медали и основной титул. Побила два мировых рекорда.
В возрасте 18 лет установила новый мировой рекорд — 145 кг в толчке, на два килограмма больше, чем у болгарки Кренц Гейгуни. Второй мировой рекорд установила по общему количеству поднятых килограммов: 260 кг, улучшив результат Гейгуни на пять килограммов.
В 2002 году выиграла две бронзовые медали на чемпионате мира. В 2006 году выиграла бронзовую медаль в рывке на чемпионате мира в Доминиканской Республике, но в результате не завершила соревнования.
Также выиграла три золотые медали на чемпионате мира по тяжелой атлетике 2003 в весовой категории до 75 кг после того, как китайская чемпионка Шан Шичун была лишена медалей, поскольку у неё был положительный результат теста на допинг.
Также выиграла три золотые медали на Всеафриканских играх 2007 года.